# Ликурга
Ликурга — село в составе Центрального сельского поселения Буйского района Костромской области.

## История
В древности у рек Шачи и Ноли располагалась Ликургская волость, принадлежавшая сыновьям Дмитрия Донского, галичским князьям Юрию и Константину Дмитриевичам. После войны Галича и Москвы,волость перешла к московскому князю Василию Темному, который отдал её московскому митрополиту.
Во второй половине XV - первой половине XVI в. Костромской и Галицкий уезды неоднократно подвергались нападениям татар и марийцев во время московско-казанских войн. Известно, что Ликурга пострадала от казанского набега около 1530 г. (см. Акты, относящиеся к истории тяглого населения в Московском государстве. Вып. 2. Грамоты и записи // сост. М.А. Дьяконов. Юрьев, 1897. №7. С. 6–7).
В конце XVII века село вместе с деревнями Ляхово и Гуслино принадлежало Готовцевым. В 1685 году в погосте Ликурга стольником Семёном Васильевичем Готовцевым были построены две церкви одноэтажная летняя каменная Троицкая церковь построена и зимняя Архангельская. Сам Семён Васильевич и его сын, А. С. Готовцев, погибший в битве под Полтавой, похоронены в родовой усыпальнице, расположенной вблизи алтаря Троицкой церкви.
В середине XVIII века деревни Готовцевых перешли к Нарышкиным.

## Население
| 2008 | 2010 | 2014 |
| ---- | ---- | ---- |
| 269  | ↗299 | ↗351 |

## Достопримечательности
В селе находятся:
- Церковь Троицы[6]
- Церковь Михаила Архангела (в некоторых источниках датируется 1685 годом). Первоначально Христорождественский храм, переосвящен в Михаило-Архангельский в 1868. Перестроен и расширен в 1865 году.[6][7]
- сторожка церковная «Трапеза»
- усыпальница Готовцевых
- ограда со Святыми воротами (XVIII—XIX веков)
- колокольня Церкви Рождества Христова (уроч. Рождество) 1833 года.

## Известные люди
В селе родился краевед В. А. Самарянов.